# 匈牙利区份

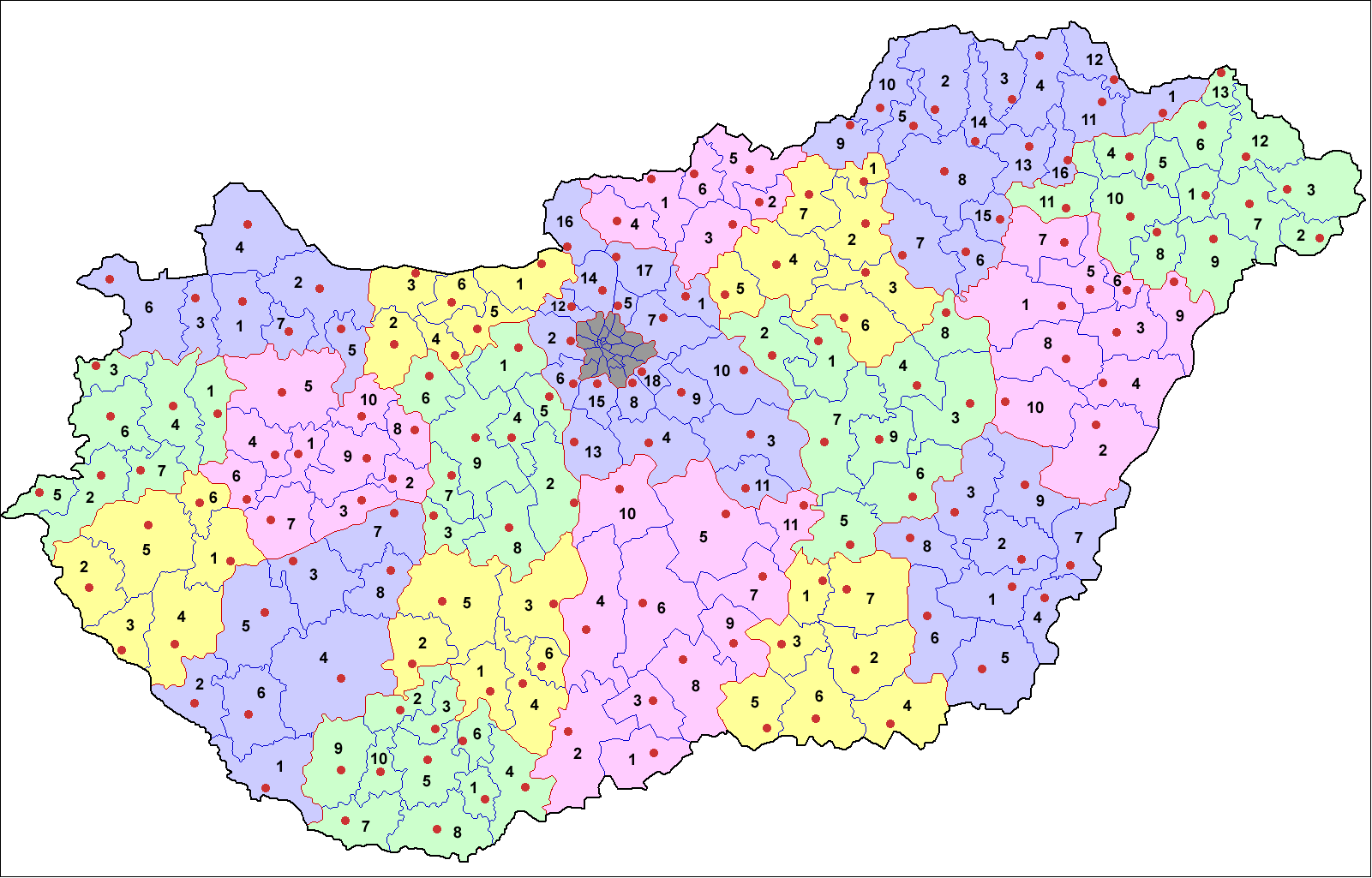
匈牙利区份划分图

匈牙利区份是匈牙利州份之下的第二级行政区划。这些区份在2013年取代原先的175个次区。
19个州下共有174个区，首都布达佩斯有23个区。19个州的区份用阿拉伯数字来编号，并以区府的名字来命名，而布达佩斯的区则以罗马数字来编号，并以历史上的城镇和邻里来命名。在匈牙利语里，首都的区份和州的区份使用不同的单词。布达佩斯的区称为（复数），而州的区称为。